# Ефект моди (групового наслідування)
Ефект моди (групового наслідування) — груповий ефект, один з основних механізмів групової інтеграції, формування членами групи спільних еталонів, стереотипів поведінки, слідування яким підкреслює їхню єдність та зміцнює їхнє членство в групі.

## Психологічна характеристика
Наслідування — один з основних механізмів групової інтеграції. В процесі групової взаємодії члени групи формують спільні еталони, стереотипи поведінки, слідування яким підкреслює їхню єдність та зміцнює їхнє членство в групі. Члени певних груп створюють певні усталені норми щодо зовнішнього вигляду (групова уніформа у військових, ділові костюми бізнесменів, білі халати лікарів). Така групова уніформа, іноді не встановлена офіційно, показує оточенню, до якої групи людина належить, якими нормами та правилами регулюється її поведінка. Люди схильні наслідувати приклад людини, чимось схожої на себе, більшою мірою, ніж несхожої. Ефект наслідування лежить в основі будь-якого научіння і сприяє адаптації людей одне до одного, узгодженості їхніх дій, підготовленості до вирішення групових задач. Цей ефект подібний у якихось елементах до ефекту конформізму, однак в останньому випадку група здійснює певний тиск на свого члена, при наслідуванні ж групові норми приймаються добровільно.